# Autozam

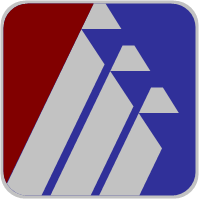
馬自達Autozam商標

Autozam（日語：オートザム）為1980年代後半日本泡沫經濟最盛時期馬自達汽車公司推行多品牌策略，而在日本國內市場創立的三個子品牌之一；其餘兩個子品牌是Eunos和Ẽfini；同時這三個副品牌也是旗下三個銷售通路體系。隨著日本泡沫經濟的崩解，這種多品牌策略失利，使得該公司陷入經營危機，故在1996年宣告終止。

## 概要
馬自達設立Autozam的中心概念為「離消費者居住的街上最近的汽車展示中心」，專門販售微型車（subcompact）與輕型車（K-car），其中有許多輕型車由鈴木代工製造。目前馬自達繼續使用Mazda Autozam來運作經銷商體系，並在輕型車車款名稱冠以「AZ」稱之。
此外為了補足高級車陣容，Autozam也取得義大利蘭吉雅的授權代理資格，引進蘭吉雅Thema、蘭吉雅Delta、蘭吉雅Y10等車款，直到1998年為止。

## 車種一覽
下列只是Autozam的部分著名車種：
- 1990年 - Autozam Carol（兄弟車為鈴木Alto）
- 1990年 - Autozam Revue（兄弟車為馬自達121）
- 1990年 - Autozam Scrum（兄弟車為鈴木Carry）
- 1991年 - Autozam AZ-3（兄弟車為馬自達MX-3）
- 1992年 - Autozam Clef（兄弟車為馬自達626）
- 1992年 - Autozam AZ-1（兄弟車為鈴木Cara）
- 1994年 - Autozam AZ-Wagon（兄弟車為鈴木Wagon R）
- 1998年 - Autozam AZ-Offroad（兄弟車為鈴木Jimny）

## 外部連結
- 馬自達全球官方網站（页面存档备份，存于）
- 馬自達日本官方網站（页面存档备份，存于）